# Förmåga
För andra betydelser, se Kapacitet.
Förmåga eller kapacitet är någons eller någots möjlighet att utföra en handling. En förmåga är en sorts duglighet i ett specifikt syfte och sammanhang, och dugligheten beror enbart på de inre egenskaperna.
Orden förmåga och kapacitet kan även användas i kognitiva termer. En person med hög inneboende eller medfödd förmåga kan ses som en talang eller begåvning, på ett eller flera områden. Inom konstitutionspsykologin är kapacitet en sorts intelligens.
Ordet förmåga används i första hand om personer eller andra levande varelser. För kemiska eller andra ämnen är en förmåga en sorts egenskaper i förhållande till ett krav eller förutsättning. Kapacitet är även det användbart för mänskliga egenskaper, exempelvis som en förmåga att utföra en stor mängd arbete (arbetskapacitet) eller klara av olika uppgifter ("en verklig förmåga"). Annars är kapaciteten ofta använd om maskiners förmåga eller behållares lastförmåga.
Ordet förmåga finns i svensk skrift sedan yngre fornsvensk tid. Det är hämtat från lågtyskans vormoge med motsvarande betydelse. Kapacitet är ursprungligen hämtat från latinets capax ('rymlig' eller 'duglig') och finns i svensk skrift sedan 1642; det är ett släktord med kapabel.